# Оливето Читра
Оливето Читра (итал. Oliveto Citra) је насеље у Италији у округу Салерно, региону Кампанија.
Према процени из 2011. у насељу је живело 2051 становника. Насеље се налази на надморској висини од 324 м.

## Становништво
| 1931. | 1936. | 1951. | 1961. | 1971. | 1981. | 1991. | 2001. | 2011. |
| ----- | ----- | ----- | ----- | ----- | ----- | ----- | ----- | ----- |
| 3.840 | 4.027 | 4.185 | 3.957 | 3.520 | 3.468 | 3.948 | 4.005 | 3.832 |